# VT-Falte

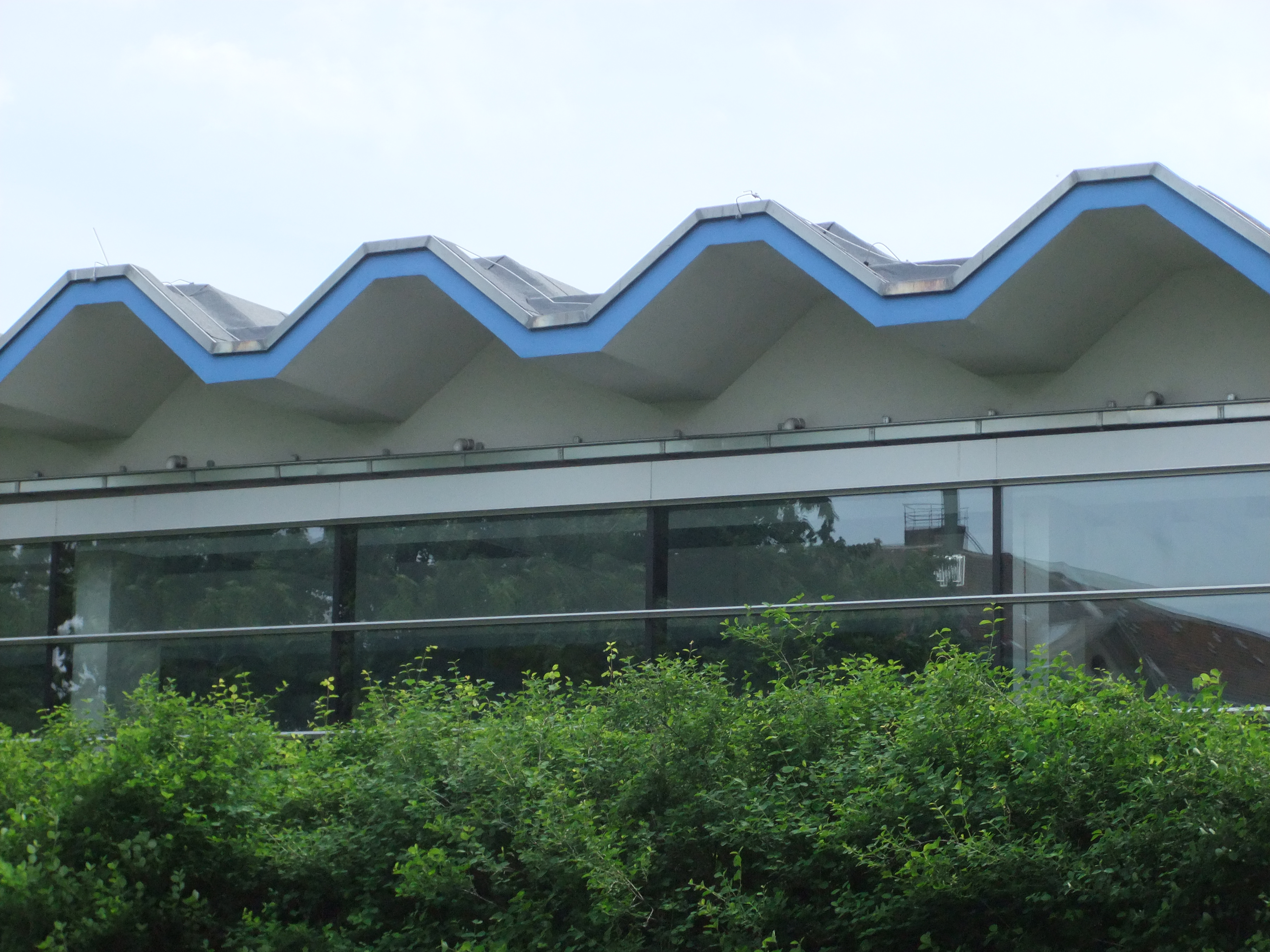
Schwimmhalle Fischerinsel, Berlin 2012

VT-Falten (Abkürzung für vorgefertigte, trapezförmige Faltwerkträger) sind Bestandteil einer großflächigen Dachkonstruktion aus Spannbeton. Sie sind gekennzeichnet durch einen über die gesamte Länge konstant bleibenden trapezförmigen Querschnitt, der nach unten geöffnet ist (Haubenform). VT-Falten können große Spannweiten bis zu 24 Metern überbrücken und zeichnen sich durch Tragfähigkeit, Stabilität und Variabilität aus.

## Geschichte

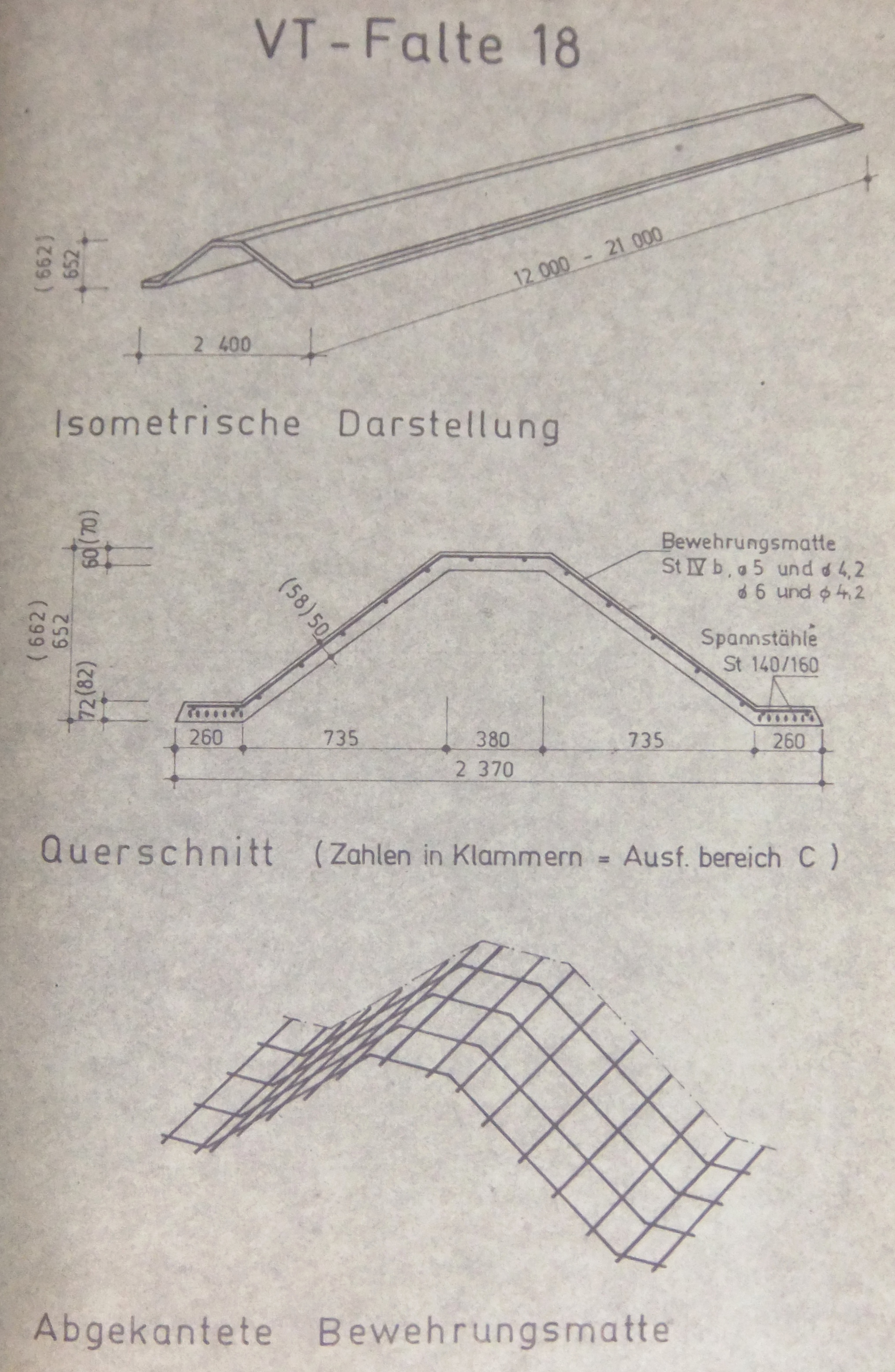
VT-Falte 18, Abmessungen und Bewehrungsanordnung

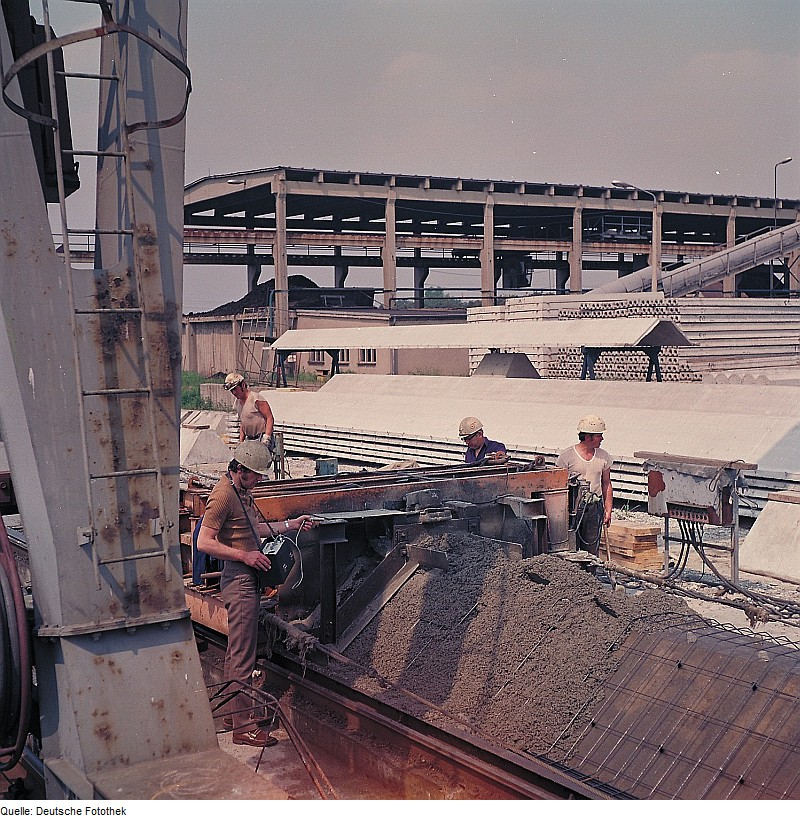
Herstellung in Ottendorf-Okrilla (1973)

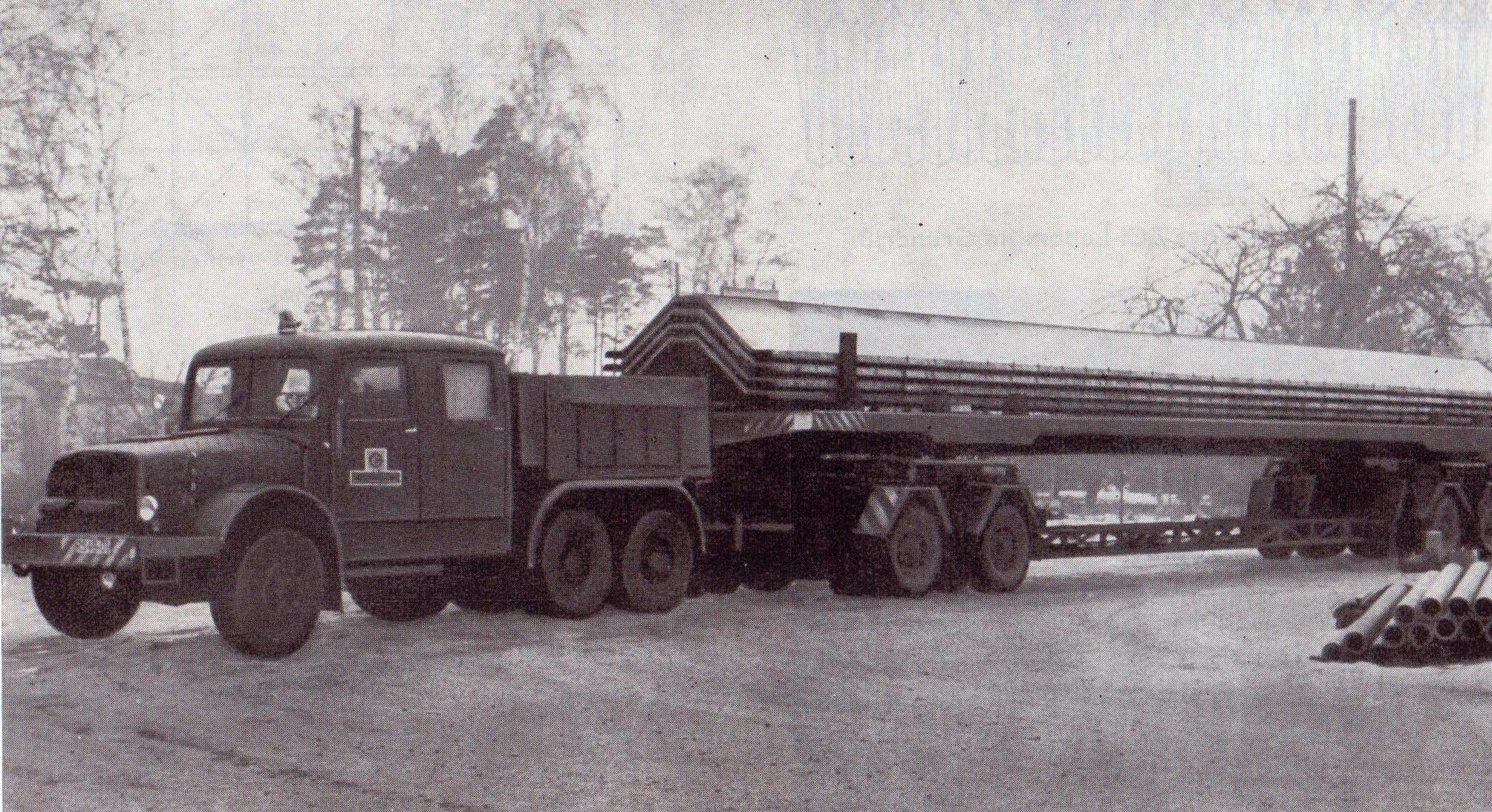
Transport von VT-Falten

Die VT-Falte wurde in den 1960er Jahren am Institut für Stahlbeton in Dresden von den Bauingenieuren Eberhard Kühn und Karlheinz Weißbach entwickelt. Auf der Basis des leichten ökonomischen Bauens konstruierten sie damit ein Dachtragwerk, das weittragende und raumabschließende Funktionen verbindet und eine sehr geringe Eigenlast hat, damit es gut vorgefertigt und transportiert werden kann, sowie sparsam in Stahl- und Zementeinsatz ist. 
Bei einer Länge von 8 bis 25 m und einer Spannweite von 18 bis 24 m hat die VT-Falte nur eine Dicke von 8 cm. Die Eigenlast beträgt zwischen 1,62 und 1,86 kN/m² (165–190 kp/m²). Hergestellt wurden die VT-Falten zunächst im VEB Betonwerke Dresden, Betriebsteil Ottendorf-Okrilla. Der wachsende Bedarf führte 1970 dazu, weitere Fertigungsstätten in den DDR-Bezirken Leipzig, Erfurt, Magdeburg, Potsdam und Rostock einzurichten.

## Bauwerke

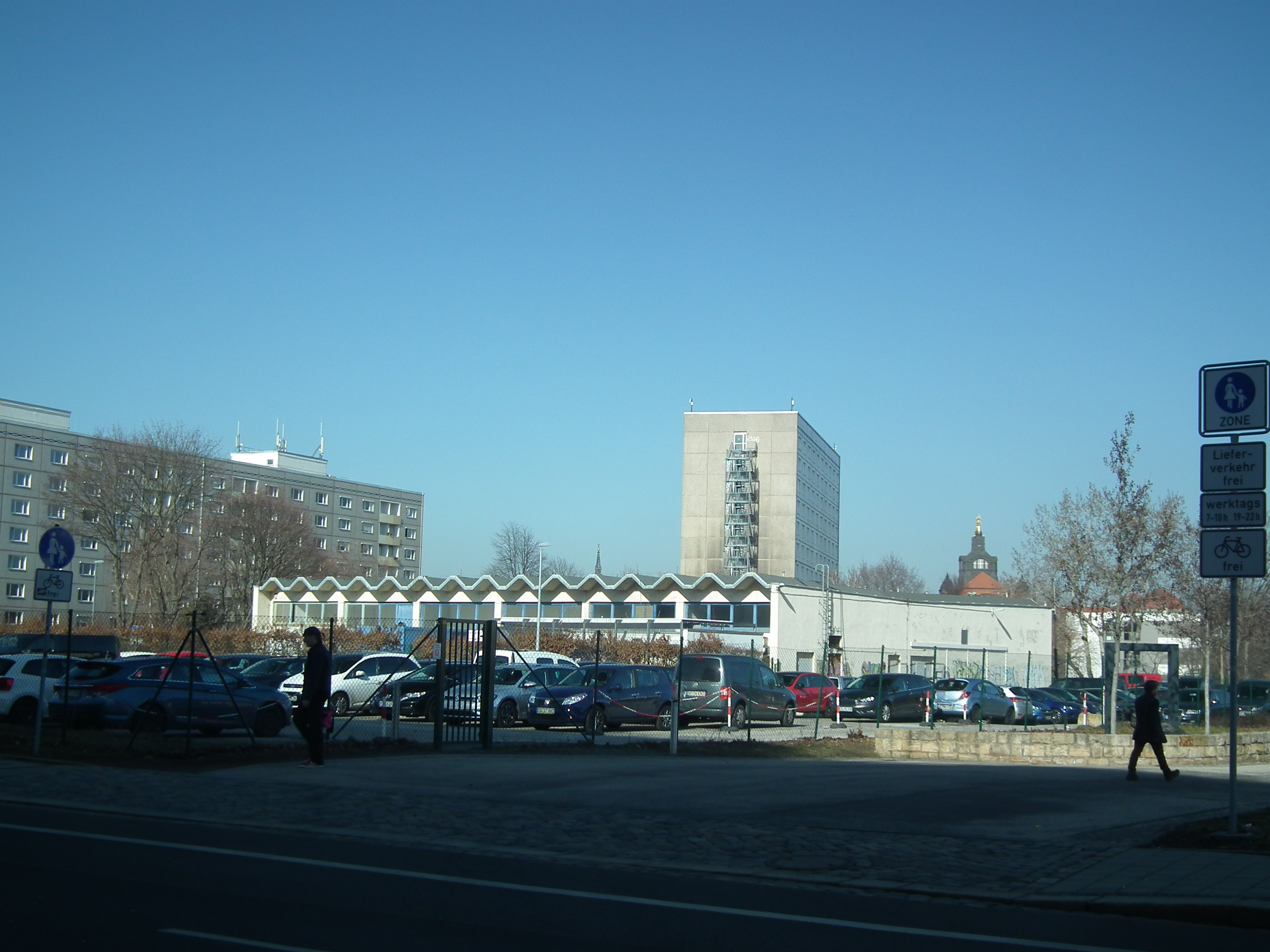
Schwimmhalle Steinstraße, Dresden

Das erste Bauwerk mit VT-Faltendach wurde 1967 auf dem Versuchsgelände des Institutes für Stahlbeton in Dresden montiert. Es diente als Dauerstand zur Langzeiterprobung. 1968 wurden ein erster Speisesaal in Porschdorf bei Bad Schandau und eine einschiffige Produktionshalle in Meißen mit 1700 m² Grundrissfläche mit VT-Falten überdacht. 1969 folgte in Dresden die erste Schwimmhalle mit einem VT-Faltendach (Schwimmhalle Steinstraße).
In den 1970er Jahren wurden auf dem gesamten Gebiet der DDR zahlreiche eingeschossige Mehrzweckgebäude mit einem VT-Faltendach gebaut: neben Lager- und Produktionshallen, Garagen sowie Speise- und Veranstaltungssälen (darunter Gaststätten und Clubs) vor allem Schwimm-, Turn- und Kaufhallen.
Ein prominentes Beispiel ist die Schwimmhalle Fischerinsel in Berlin-Mitte, die 1979 gebaut und 2009 aufwendig saniert wurde. Dabei erhielt das Architekturbüro Veauthier Meyer Architekten aus Respekt vor der Bau-Moderne der DDR die charakteristische Dachgestaltung mit der VT-Falte und brachten die nötige Dämmung auf das filigrane Dach so auf, dass dessen Eleganz erhalten blieb.